# Autobahnkreuz Zehlendorf
Das Autobahnkreuz Zehlendorf, auch Zehlendorfer Kleeblatt genannt, ist die Bezeichnung für die Kreuzung der vom Dreieck Nuthetal kommenden und zum Dreieck Funkturm führenden Bundesautobahn 115 mit der Bundesstraße 1, die hier als historische Berliner Ein- und Ausfallstraße den Namen Potsdamer Chaussee hat. Als voll ausgebautes kreuzungsloses Autobahnkreuz hat die Anlage von oben gesehen die Form eines vierblättrigen Kleeblatts. Das Autobahnkreuz Zehlendorf liegt im Ortsteil Nikolassee in der Nähe der brandenburgischen Gemeinde Kleinmachnow. Während der Deutschen Teilung verlief die innerdeutsche Grenze in Form der Berliner Mauer zwischen West-Berlin und der DDR nur wenige hundert Meter südlich des Autobahnkreuzes. An dieser Stelle befand sich die Grenzübergangsstelle Dreilinden-Drewitz und der Checkpoint Bravo.

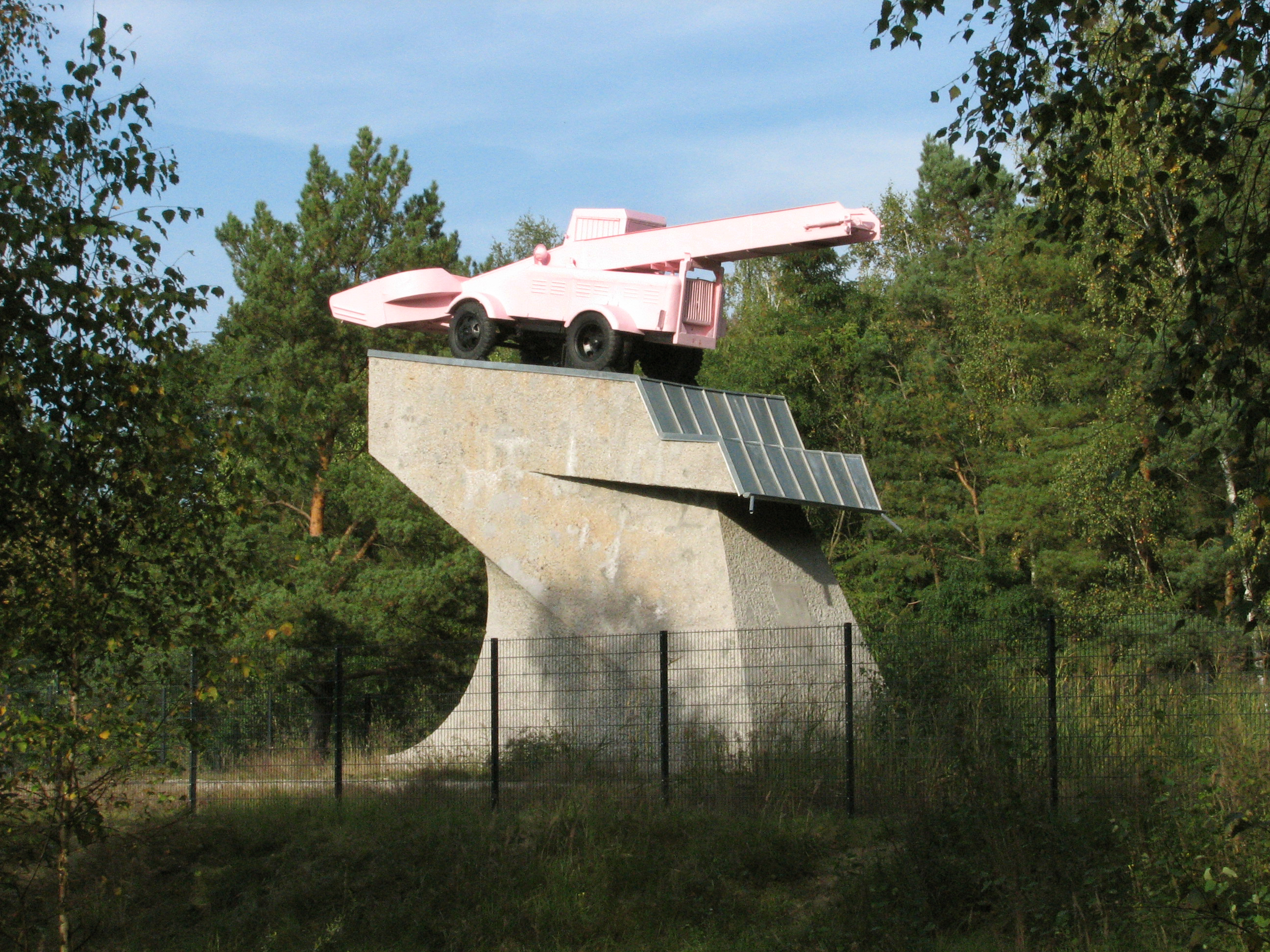
Rosafarbene Schneefräse auf dem Sockel des ehemaligen sowjetischen Ehrenmals, 2012

Auf dem Mittelstreifen der Potsdamer Chaussee in unmittelbarer Nähe des Kreuzes befindet sich etwas versteckt und nur schwer zugänglich die Gedenkstätte 17. Juni 1953.
In den Jahren nach dem Zweiten Weltkrieg hatte am Kleeblatt ein sowjetischer Panzer des Typs T-34 gestanden. Es soll sich dabei um den Panzer gehandelt haben, der bei der Eroberung Berlins durch die Rote Armee als erster die Stadtgrenze erreichte. Ursprünglich als Symbol der Befreiung aufgestellt, wurde er jedoch zunehmend zum Ziel anti-sowjetischer Angriffe und musste von amerikanischen Militärpolizisten geschützt werden. 1954 wurde er dann auf DDR-Gebiet weiter südlich umgesetzt. Dort blieb er bis zum Abzug der sowjetischen Truppen im Jahr 1990. Danach wurde auf dem Sockel an der Autobahn eine rosa lackierte Schneefräse aufgestellt.
| Von                | Nach            | Durchschnittliche tägliche Verkehrsstärke |
| ------------------ | --------------- | ----------------------------------------- |
| AS Spanische Allee | AS Zehlendorf   | 78.100                                    |
| AS Zehlendorf      | AS Kleinmachnow | 63.900                                    |